# Gran Premi Jornal de Notícias
El Gran Premi Jornal de Notícias és una competició ciclista portuguesa per etapes. Creada al 1979, va ser una cursa per amateurs fins al 1984. Està organitzada pel diari Jornal de Notícias.

## Palmarès
| Any  | Vencedor                    | Segon                     | Tercer                      |
| ---- | --------------------------- | ------------------------- | --------------------------- |
| 1979 | Francisco Miranda           | José Sousa Santos         | António Alves               |
| 1980 | Venceslau Fernandes         | Abel Coelho               | Luis Teixeira               |
| 1981 | Alfredo Gouveia             | Benjamim Carvalho         | Marco Chagas                |
| 1982 | Manuel Zeferino             | Luis Teixeira             | Benedito Ferreira           |
| 1983 | Adelino Teixeira            | Venceslau Fernandes       | Benjamim Carvalho           |
| 1984 | Eduardo Correia             | Fernando Carvalho         | Venceslau Fernandes         |
| 1985 | Paulo Ferreira              | Manuel Cunha              | António Fernandes           |
| 1986 | Fernando Carvalho           | Benjamim Carvalho         | Marino Fonseca              |
| 1987 | Américo José Neves Da Silva | Venceslau Fernandes       | Eduardo Correia             |
| 1988 | Manuel Correia              | Manuel Abreu              | Cayn Jack Theakston         |
| 1989 | Fernando Carvalho           | Antonio Pinto             | Orlando Neves               |
| 1990 | Jorge Silva                 | José Xavier               | Eduardo Correia             |
| 1991 | Manuel Cunha                | Cássio Freitas            | Delmino Pereira             |
| 1992 | Cássio Freitas              | Joaquim Andrade           | Delmino Pereira             |
| 1993 | Vítor Gamito                | Cássio Freitas            | Manuel Cunha                |
| 1994 | Francisco Cerezo            | Carlos Pinho              | João Silva                  |
| 1995 | Joaquim Gomes               | Paulo Ferreira            | Quintino Rodrigues          |
| 1996 | Paulo Ferreira              | Joaquim Gomes             | Antonio Faisco              |
| 1997 | Ievgueni Berzin             | Daniel Clavero            | Cândido Barbosa             |
| 1998 | Romāns Vainšteins           | Vítor Gamito              | Álvaro González de Galdeano |
| 1999 | Melcior Mauri               | José Alberto Martínez     | Joaquim Adrego Andrade      |
| 2000 | Mikel Artetxe               | José Azevedo              | Claus Michael Møller        |
| 2001 | Joan Horrach                | Àngel Edo                 | Iban Mayo                   |
| 2013 | César Fonte                 | Delio Fernández           | Gustavo César Veloso        |
| 2015 | António Carvalho            | Diego Rubio               | Bruno Silva                 |
| 2016 | Rafael Reis                 | António Ferreira Carvalho | Vicente García de Mateos    |
| 2017 | Raúl Alarcón                | João Benta                | Rui Vinhas                  |
| 2018 | António Carvalho            | Edgar Pinto               | Joni Brandão                |
| 2019 | Ricardo Mestre              | Joni Brandão              | Alejandro Marque Porto      |
| 2021 | Joaquim Silva               | Ricardo Vilela            | Alejandro Marque Porto      |